# Stranda kommun
Stranda kommun (norska: Stranda kommune) är en kommun i Møre og Romsdal fylke i västra Norge. Kommunen ligger vid Storfjorden i Sunnmøre och gränsar i nordöst till Fjords kommun, i sydöst till Skjåks kommun, i söder till Stryns kommun och i väster till Volda, Ørsta och Sykkylvens kommuner. Centralort är tätorten Stranda.

## Administrativ historik
Stranda kommun grundades på 1830-talet, samtidigt med flertalet andra norska kommuner.
Kommunen delades 1892 varvid Stordals kommun bildades. 1965 slogs Stranda samman med Sunnylvens kommun.

## Tätorter
I Stranda kommun finns två tätorter:
- Hellesylt
- Stranda (centralort)

Orten Geiranger har tidigare räknats som en tätort men uppfyller inte längre kriterierna, medan orten Helsem numera räknas som en del av tätorten Stranda.

## Socknar
Inom Norska kyrkan är Stranda kommun indelad i fyra socknar:
- Geirangers socken
- Liabygda socken
- Stranda socken
- Sunnylvens socken

Socknarna ingår i Nordre Sunnmøre prosteri i Møre stift.

## Övrigt
Stranda kommun har en skidanläggning, och är en känd skidort och rekommenderas även för den som vill uppleva en unik natur, bland annat Sunnmørsalperna.
Storfjorden kallas från Stranda och söderut Sunnylvsfjorden. Längre in får den en fjordarm som går mot öster. Det är den kända Geirangerfjorden. 
Hellesylt ligger i bottnen av Sunnylvsfjorden, medan Geiranger ligger i botten av Geirangerfjorden.

## Näringsliv
Kommunens centralort Stranda är mest känd för industri, med stora företag som Stabburet, Slettvoll Møbler och Ekornes, vilka liksom många andra har produktion i Stranda.
Turism är också en viktig inkomstkälla för kommunen, särskilt i Geiranger.

## Bilder

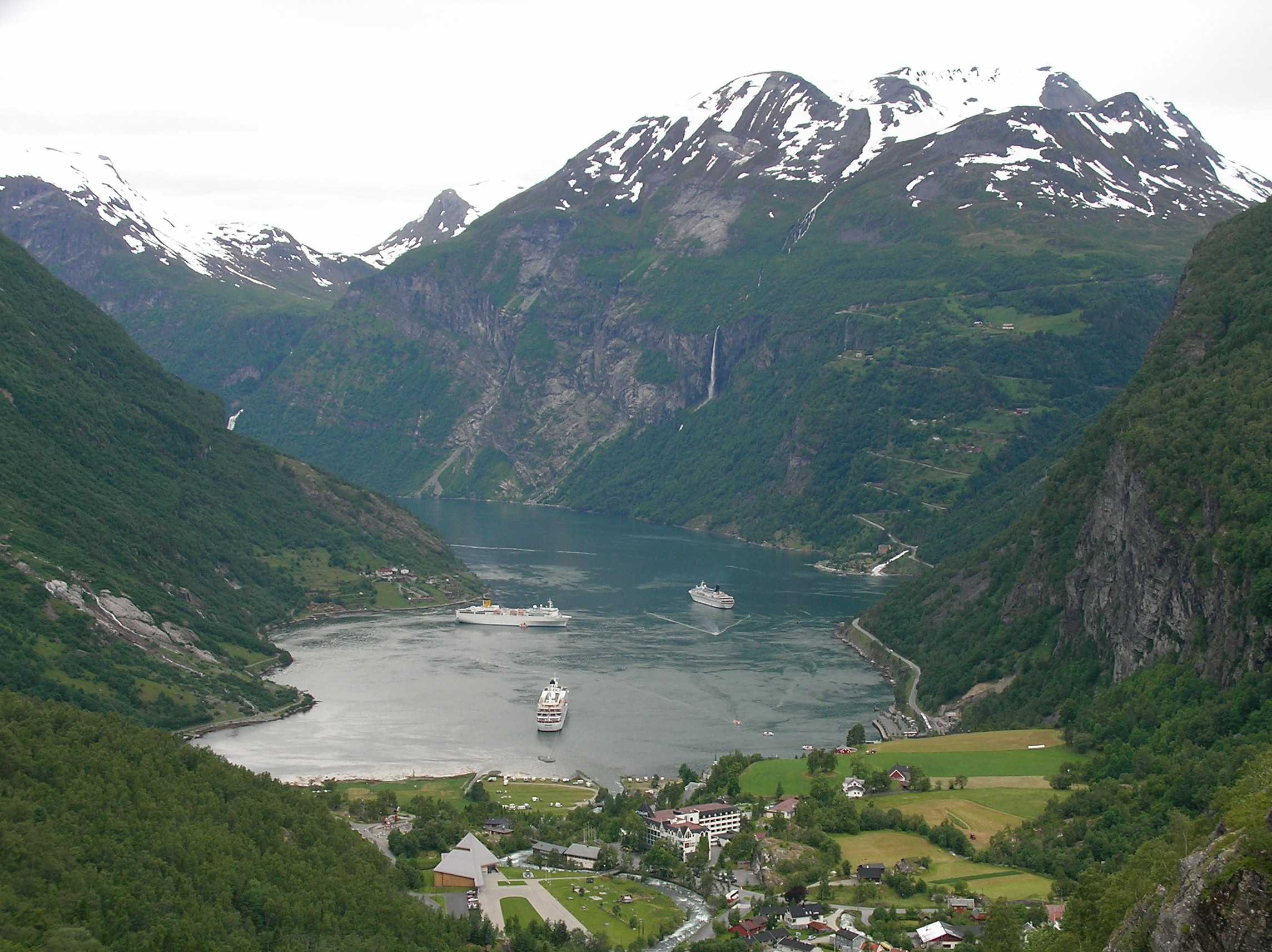
Geiranger.
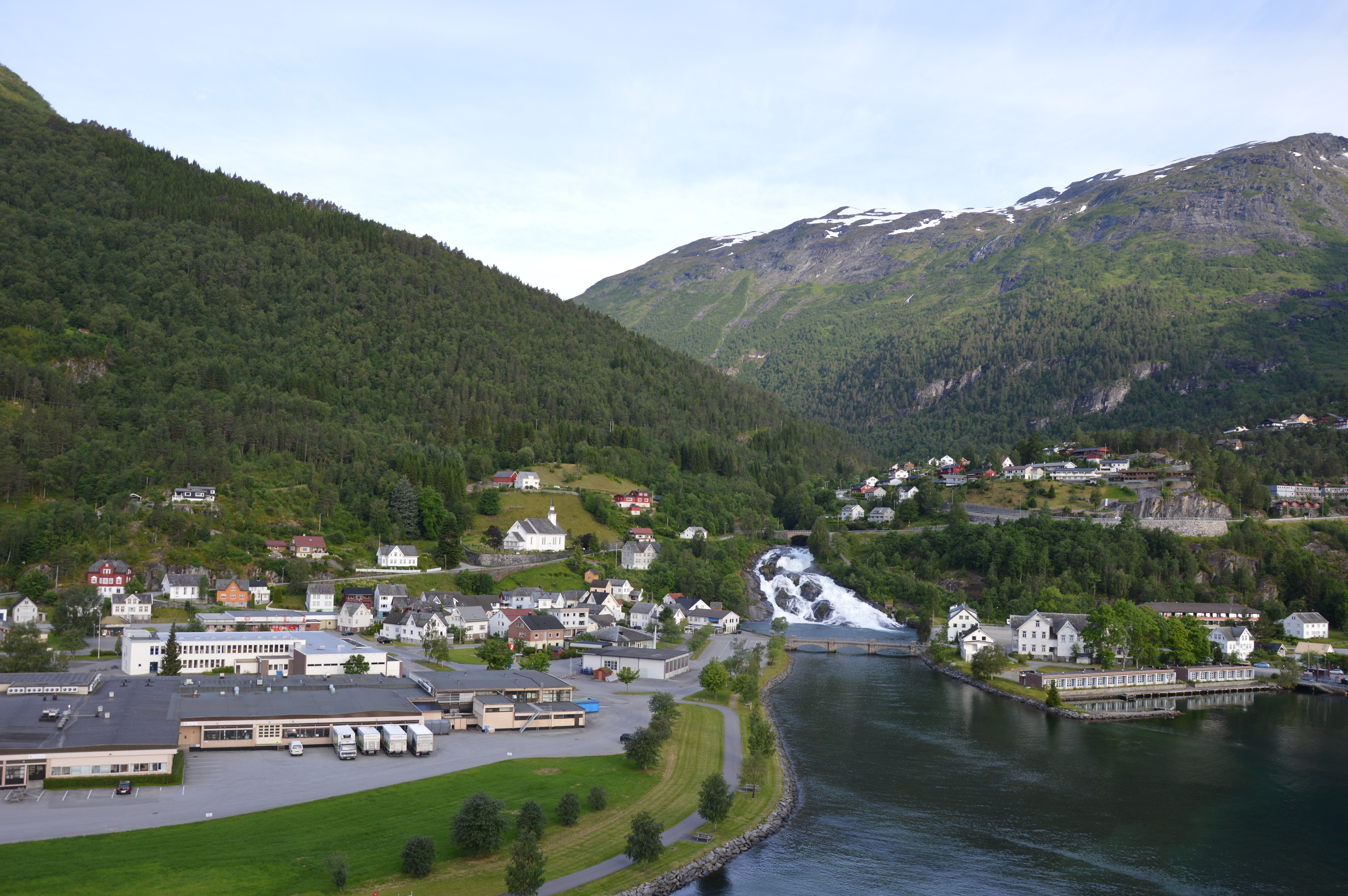
Hellesylt.
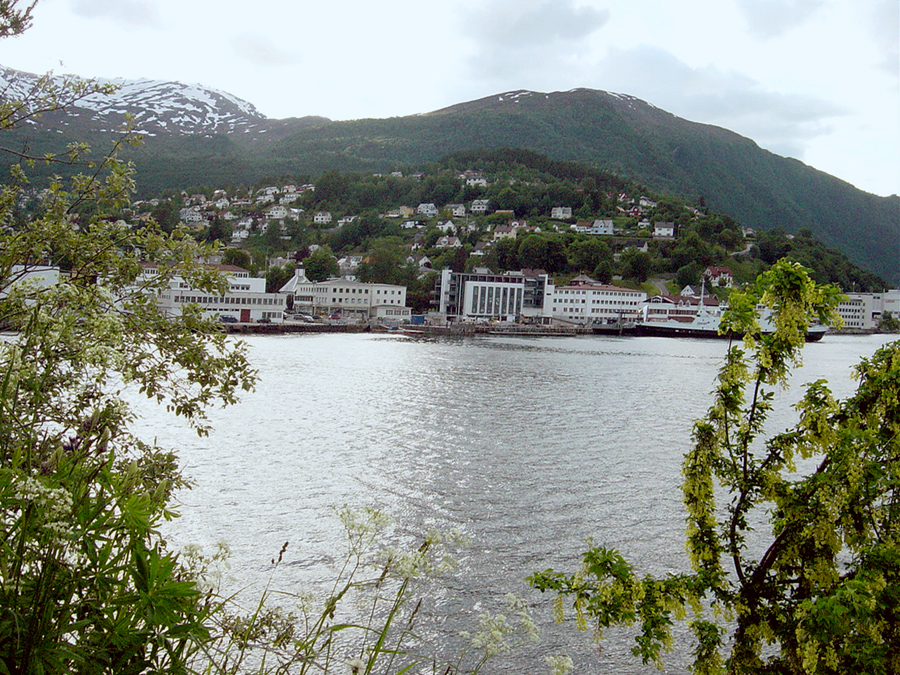
Stranda.
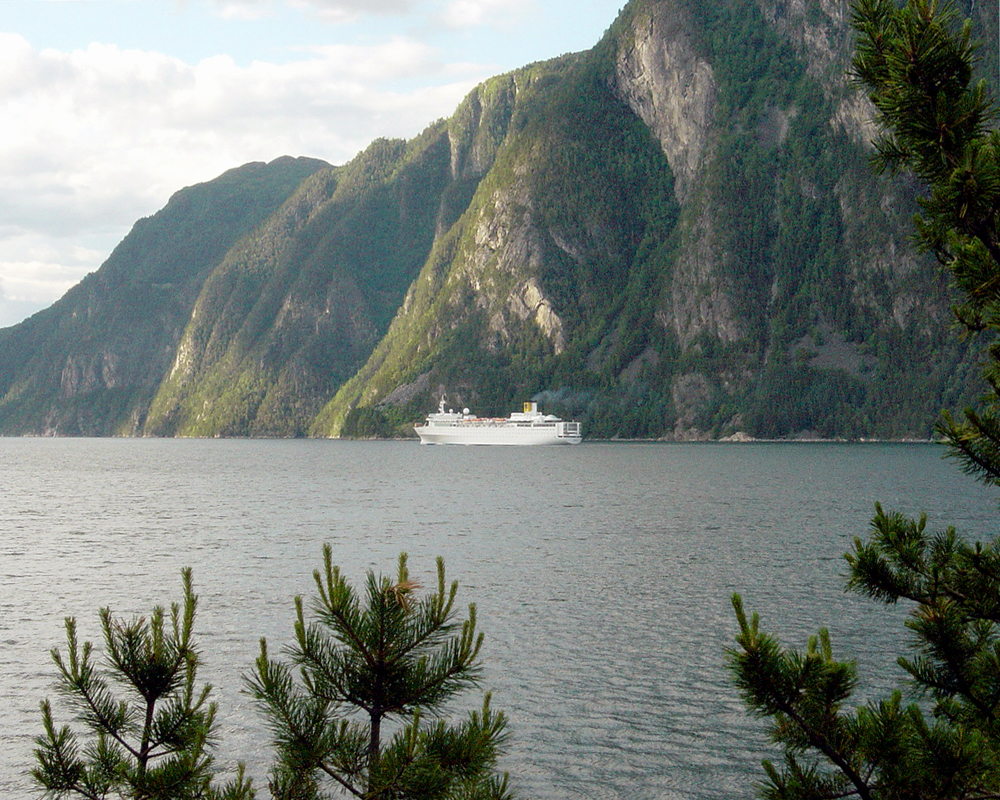
Storfjorden vid Stranda.